# Кубок Косова з футболу 2020—2021
Кубок Косова з футболу 2020–2021 — 13-й розіграш кубкового футбольного турніру в Косові після проголошення незалежності. Титул вперше здобув Ллапі.

## Календар
| Раунд        | Дата               | Матчі | Клуби   |
| ------------ | ------------------ | ----- | ------- |
| Перший раунд | 28 жовтня 2020     | 5     | 40 → 35 |
| Другий раунд | листопад 2020      | 3     | 35 → 32 |
| 1/16 фіналу  | 12-17 грудня 2020  | 16    | 32 → 16 |
| 1/8 фіналу   | 9-11 лютого 2021   | 8     | 16 → 8  |
| 1/4 фіналу   | 17-18 березня 2021 | 4     | 8 → 4   |
| 1/2 фіналу   | 7-21 квітня 2021   | 4     | 4 → 2   |
| Фінал        | 12 травня 2021     | 1     | 2 → 1   |

## 1/8 фіналу
| Команда 1      | Рахунок      | Команда 2                 |
| -------------- | ------------ | ------------------------- |
| 9 лютого 2021  |              |                           |
| Дреніца        | 4:0          | Ульпіана (2)              |
| Приштина       | 1:0 дч       | Дріта                     |
| Ллапі          | 0:0 пен. 4:3 | Балкані                   |
| 10 лютого 2021 |              |                           |
| Арберія        | 0:1          | Феронікелі                |
| Істогу (2)     | 2:0          | Г'їлані                   |
| Трепча'89      | 4:0          | Феріжай (2)               |
| ФК A&N (2)     | 1:0          | Фламуртарі (Приштина) (2) |
| 11 лютого 2021 |              |                           |
| Дукаджині (2)  | 3:1          | 2 Корріку (2)             |

## 1/4 фіналу
| Команда 1       | Рахунок      | Команда 2  |
| --------------- | ------------ | ---------- |
| 17 березня 2021 |              |            |
| Дукаджині (2)   | 1:0          | Дреніца    |
| Феронікелі      | 0:0 пен. 2:4 | Приштина   |
| 18 березня 2021 |              |            |
| Трепча'89       | 1:2          | Ллапі      |
| Істогу (2)      | 1:1 пен. 7:6 | ФК A&N (2) |

## 1/2 фіналу
| Команда 1        | Заг. | Команда 2     | 1-й матч | 2-й матч |
| ---------------- | ---- | ------------- | -------- | -------- |
| 7-21 квітня 2021 |      |               |          |          |
| Істогу (2)       | -:+  | Дукаджині (2) | -:+      | -:+      |
| Приштина         | 4:5  | Ллапі         | 2:3      | 2:2      |

## Фінал
| 12 травня 2021 21:45 (EEST) |

| Дукаджині (2) | 1:1      | Ллапі       |
| ------------- | -------- | ----------- |
| Мерлаку 13'   | Протокол | Пренчі 120' |

| Фаділь Вокрі, Приштина Глядачів: 0 Арбітр: Генц Нуза |

|                                         |     | Пенальті                                        |  |
| Керімі · Басріу · Гаші · Сіла · Мерлаку | 3:4 | Рамадані · Гардашевич · Ідрізі · Янузі · Хісені |  |